# Friedrichsthal (Gartz (Oder))
Friedrichsthal ist ein Ortsteil der Stadt Gartz (Oder) im Landkreis Uckermark in Brandenburg.

## Geografie
Der Ort liegt sechs Kilometer südsüdwestlich von Gartz (Oder). Die Nachbarorte sind Heinrichshofer Ausbau im Norden, Gartz (Oder) und Marwice im Nordosten, Dębogóra im Osten, Widuchowa im Südosten, Teerofenbrücke im Süden, Grenzhaus im Südwesten sowie Groß Pinnow im Nordwesten.

## Geschichte
Friedrichsthal in Pommern (so amtlich 1927) wurde 1751 gegründet, nachdem Friedrich von Sydow, Landrat des Randowschen Kreises in Vorpommern, wozu der Ort auch gehörte, dazu die Genehmigung erhalten hatte, und dann nach ihm benannt. Nach 1945 wurde der Ort als Friedrichsthal an der Oder von gleichnamigen Orten unterschieden.